# 香月良仁
香月 良仁（かつき りょうじ、1984年1月22日 - ）は、福岡県久留米市出身のプロ野球選手（投手）、野球指導者、実業家。右投右打。実兄はプロ野球投手の香月良太。

## 経歴

### プロ入り前
久留米市立良山中学校への在学中に、久留米明球クラブで投手としてプレー。柳川高校2年生時の2000年春には、兄の良太とともに、第72回選抜高等学校野球大会へ出場した。チームは夏の第82回全国高等学校野球選手権大会でも福岡県代表として本大会へ出場したが、良仁自身はベンチ登録から外れた。
高校卒業後に第一経済大学へ進学すると、硬式野球部でプレーを続け、福岡六大学リーグで6勝6敗の成績を残した。しかし、在学中に右ひじを故障した影響で、プロ野球ドラフト会議での指名には至らなかった。
大学卒業後の2006年に、鮮ど市場へ入社。同社が発足させたばかりの硬式野球部・熊本ゴールデンラークスにも入部したため、鮮ど市場店舗の惣菜売場で毎日コロッケを8時間揚げながら、野球を続けた。同年は右ひじの回復が遅れ、登板機会がほとんどなかったが、翌2007年からは同僚の川畑正明と左右2枚看板として活躍。第78回都市対抗、第34回日本選手権初出場の原動力となった。2008年もエースとしてチームを第79回都市対抗に導いた。
2008年のNPBドラフト会議で、千葉ロッテマリーンズから6巡目で指名。契約金3,000万円、年俸900万円（金額は推定）という条件で入団した。熊本ゴールデンラークスの選手がNPBの球団へ入団した事例は初めてで、チームの日本人選手としては田島敏雄以来17年振りに、背番号42を着用した。

### ロッテ時代
2009年には、イースタン・リーグ公式戦で9勝を記録。最多勝利のタイトルを獲得したが、一軍公式戦へのデビューには至らなかった。
2010年には、4月29日の対埼玉西武ライオンズ9回戦（西武ドーム）で、先発投手として一軍公式戦にデビュー。5回4失点という内容ながら、一軍での初勝利を挙げた。一軍公式戦全体では、3試合の登板で、1勝1敗、防御率10.45を記録した。
2011年には、イースタン・リーグ公式戦13試合で、4勝4敗、防御率5.47をマーク。しかし、一軍公式戦への登板機会はなかった。
2012年には、イースタン・リーグ公式戦18試合に登板。6勝無敗、防御率1.21という好成績を残した。一軍公式戦にも2年振りに登板すると、2試合で1勝1敗、防御率5.40を記録した。
2013年には、一軍公式戦7試合で1勝0敗、防御率3.72を記録。イースタン・リーグ公式戦では、35試合に登板すると、チームで最も多い11セーブを挙げた。
2014年には、イースタン・リーグ公式戦で42試合に登板。4勝2敗、防御率3.27を記録するとともに、リーグ最多の19セーブを挙げた。一軍公式戦では、2試合に登板すると、通算投球回数3イニングながら無失点でシーズンを終えた。
2015年には、同姓の香月一也が入団したことに伴って、スコアボードや報道での表記を香月良に変更。一軍公式戦では、ビハインドの場面を中心に、入団後最多の40試合に登板した。シーズン通算の防御率は2.92で、1勝1敗2ホールドをマーク。10月5日の対北海道日本ハムファイターズ戦（QVCマリンフィールド）では一軍公式戦での初セーブも記録したが、シーズン終了後の11月22日に同球場で開かれた「スーパーマリンフェスタ2015」において、ファンとの交流企画でキャッチボールへ臨んだ際に転倒。その影響で左足の靱帯を断裂した。球団の公式行事（ファン感謝イベント）中に起きたアクシデントだったことや、翌2016年に勝負を賭けていたことを背景に、オフシーズンに入ってから自分の意思で病院の検査をひそかに受診。その結果、辛うじて手術を回避したものの、オフシーズン中は走り込みすらできない状況に陥った。ちなみに、香月がこの事実を公にしたのは、後述する事情で翌年に退団してからである。
2016年には、前述した左足靭帯の断裂をチームに伏せたままシーズンに入ったため、前半戦には思うような投球ができなかった。シーズン全体では、一軍公式戦で11試合に登板。1ホールドを記録したが、10月1日に球団から戦力外通告を受けた。12月2日付で、NPBから自由契約選手として公示。この年には、兄の良太も、読売ジャイアンツから戦力外通告を受けている。

### 熊本への復帰後
2017年からは、ロッテへの入団前に所属していた鮮ど市場ゴールデンラークス（旧：熊本ゴールデンラークス）へ9年振りに復帰。当初はコーチの兼任を予定していたが、鮮ど市場の社長と監督を兼務する田中敏弘の意向で、2018年まで投手専任でプレーを続けた。チーム名を「熊本ゴールデンラークス」に戻した2019年には、ゼネラルマネジャー補佐として田中を支えた。
2020年3月に鮮ど市場を退社すると、「R＆Associates」という会社を設立。熊本を拠点に、スポーツや環境などの分野で事業を展開している。さらに、「e－spear」（熊本市内のeスポーツ専門企業）からの要請を受けて、2021年1月1日付で同社の代表取締役社長に就任。帰郷後の熊本県内で耕作放棄地が増えている実態を踏まえて、「野球（Baseball）」「eスポーツ」「農業（Agriculture）」の三位一体で県内を盛り上げる「BeARプロジェクト」に着手している。
2023年4月には、佐賀県を拠点として2024年より九州アジアリーグに参加する東南アジア選手主体の球団で、共同代表を務めることが明らかにされた。チームは同年9月にリーグへの準加盟（2024年は一部の公式戦に参加）が認められた。チーム名が「佐賀インドネシアドリームズ」と発表された同年11月2日に、チームの初代監督に就任することが明らかにされた。
佐賀の公式戦開催を控えた2024年4月12日にリーグが発表した登録選手では「投手兼任監督」とされ、鮮ど市場時代以来6年ぶりに現役に復帰した（コーチを務める兄の良太も兼任で現役復帰）。選手としては6試合に登板し、防御率3.86の成績を残した。監督としては、チームの明確な戦力不足もあり、計16戦全敗を喫した。
佐賀インドネシアドリームズは、2025年1月23日に「佐賀アジアドリームズ」に球団名を変更している。2025年シーズン中の7月29日、「リーグの定める規定に抵触する行為があった」としてリーグより公式戦2試合出場停止の処分が下された。
このほか、インドネシア本国初のプロ野球チームである「アジアゴールデンラークス」にも球団副社長として関与している。

## 選手としての特徴
ストレートの球速は140km/h前後ながら、ボールの出所が見えにくいフォームから投じる縦のカーブやチェンジアップで緩急を付けながら打者を打ち取っていた。

## 詳細情報

### 年度別投手成績
| 年 度     | 球 団     | 登 板 | 先 発 | 完 投 | 完 封 | 無 四 球 | 勝 利 | 敗 戦 | セ 丨 ブ | ホ 丨 ル ド | 勝 率 | 打 者 | 投 球 回 | 被 安 打 | 被 本 塁 打 | 与 四 球 | 敬 遠 | 与 死 球 | 奪 三 振 | 暴 投 | ボ 丨 ク | 失 点 | 自 責 点 | 防 御 率 | W H I P |
| --------- | --------- | ----- | ----- | ----- | ----- | -------- | ----- | ----- | -------- | ----------- | ----- | ----- | -------- | -------- | ----------- | -------- | ----- | -------- | -------- | ----- | -------- | ----- | -------- | -------- | ------- |
| 2010      | ロッテ    | 3     | 3     | 0     | 0     | 0        | 1     | 1     | 0        | 0           | .500  | 57    | 10.1     | 23       | 1           | 4        | 0     | 1        | 6        | 0     | 0        | 12    | 12       | 10.45    | 2.62    |
| 2012      | ロッテ    | 2     | 2     | 0     | 0     | 0        | 1     | 1     | 0        | 0           | .500  | 40    | 8.1      | 10       | 0           | 6        | 0     | 0        | 5        | 0     | 0        | 8     | 5        | 5.40     | 1.98    |
| 2013      | ロッテ    | 7     | 0     | 0     | 0     | 0        | 1     | 0     | 0        | 0           | 1.000 | 43    | 9.2      | 13       | 1           | 2        | 1     | 0        | 1        | 0     | 0        | 5     | 4        | 3.72     | 1.55    |
| 2014      | ロッテ    | 2     | 0     | 0     | 0     | 0        | 0     | 0     | 0        | 0           | ----  | 11    | 3.0      | 1        | 0           | 0        | 0     | 0        | 3        | 0     | 0        | 0     | 0        | 0.00     | 0.33    |
| 2015      | ロッテ    | 40    | 0     | 0     | 0     | 0        | 1     | 1     | 1        | 2           | .500  | 221   | 52.1     | 51       | 4           | 16       | 0     | 2        | 36       | 0     | 0        | 18    | 17       | 2.92     | 1.28    |
| 2016      | ロッテ    | 11    | 0     | 0     | 0     | 0        | 0     | 0     | 0        | 1           | ----  | 51    | 10.2     | 16       | 2           | 4        | 0     | 0        | 4        | 0     | 0        | 11    | 10       | 8.44     | 1.87    |
| 通算：6年 | 通算：6年 | 65    | 5     | 0     | 0     | 0        | 4     | 3     | 1        | 3           | .571  | 423   | 94.1     | 114      | 8           | 32       | 1     | 3        | 55       | 0     | 0        | 54    | 48       | 4.58     | 1.55    |

### 記録
投手記録
- 初登板・初先発・初勝利：2010年4月29日、対埼玉西武ライオンズ9回戦（西武ドーム）、5回4失点
- 初奪三振：同上、2回裏に高山久から空振り三振
- 初セーブ：2015年10月5日、対北海道日本ハムファイターズ25回戦（QVCマリンフィールド）、9回表に4番手で救援登板、完了、1回無失点

打撃記録
- 初安打・初打点：2012年5月28日、対広島東洋カープ2回戦（MAZDA Zoom-Zoom スタジアム広島）、5回表にブライアン・バリントンから右前適時打

### 背番号
- 42 （2009年 - 2016年、2024年 - ）
- 19 （2017年 - 2018年）

### 登場曲
- 「Now That We Found Love」Heavy D and the Boyz（2013年 - 2016年）